# Deli

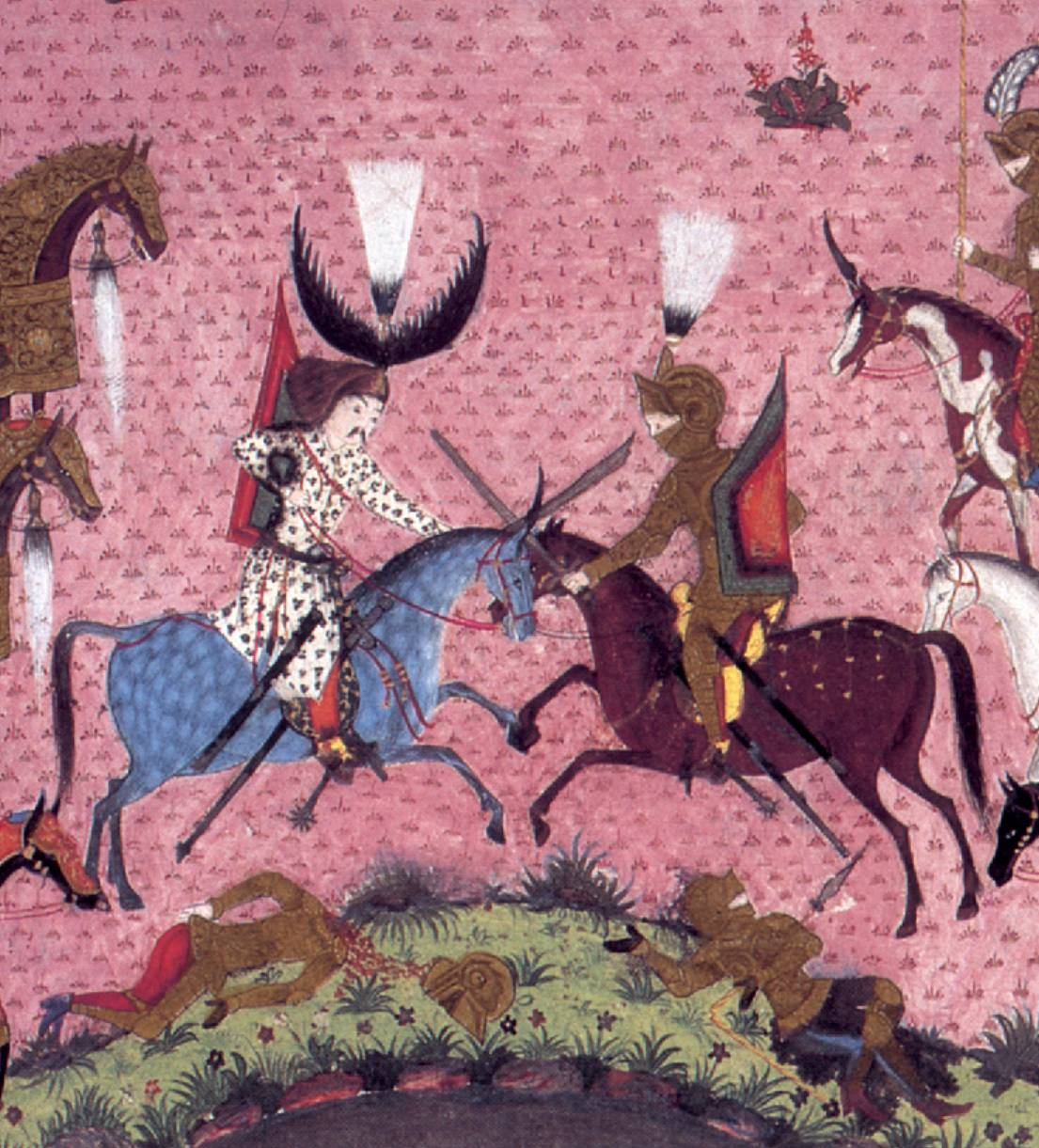
Deli ottomano affronta un cavaliere ungherese.

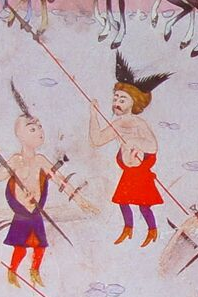
Deli, dettaglio dalle miniature del Surname-i Hümayun (1582-1587)

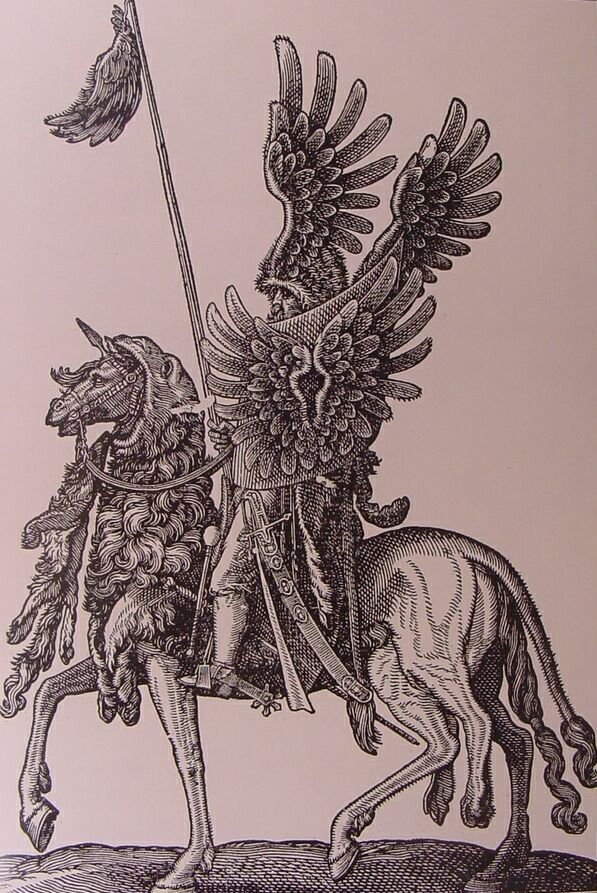
"Deli in uniforme da parata", di Melchior Lorck.

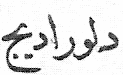
Deli Rādīğ del tempo di Solimano il Magnifico.

Deli (دلی, letteralmente "folle" in lingua turca), Deliler al plurale, era il nome con cui, al tempo dell'Impero ottomano si indicavano speciali reparti di cavalleria leggera reclutati nei territori balcanici occupati dai turchi.

## Equipaggiamento
Il materiale iconografico del XVI-XVII secolo giunto fino a noi rivela che i deli ottomani erano equipaggiati grosso modo come gli ussari serbo-ungheresi: lancia, scimitarra, scudo, mazza d'armi ed ascia d'armi.
Il costume dei deli era molto variopinto. Le loro vesti ed i loro cavalli erano coperti da pellicce di animali esotici (soprattutto pelli di leopardo) e da penne d'uccello, spesso vere e proprie ali. Agghindati in questo modo pittoresco, certamente per spaventare il nemico, i deli rassomigliavano molto ad un altro famoso corpo militare contemporaneo a loro, gli ussari alati di Polonia.

### Fonti
- Bassano, Luigi (1545), Costumi, et i modi particolari de la vita de' Turchi, Roma, rist. (1963) Monaco di Baviera.
- Nicolay, Nicolas : de (1586), Discours et histoire véritable des navigations, pérégrinations et voyages, faicts en la Turquie, Anversa.

### Cinema
- Deliler (in italiano Vlad l'impalatore), film storico-d'azione di Osman Kaya (2018)

### Studi
- Goffman, Daniel (2004), The Ottoman Empire and Early Modern Europe, Cambridge.
- Uzunçarşılı, İsmail Hakkı (2009), Deli, in Bearman, P. [et al.] (2009), Encyclopaedia of Islam, ed. 2., Brill.